# Leone Apostippo
Leone Apostippo (in greco Λέων ὁ Ἀποστύππης?; fl. IX secolo) è stato un militare bizantino.

## Biografia
Appare nell'880, come governatore militare (Stratego) dei themata della Macedonia e della Tracia, alla guida delle truppe di queste due province nella campagna in Italia meridionale. La spedizione era comandata dal Protovestiario Procopio, il che forse indica che Apostippo fu inviato in Italia come rinforzo della spedizione iniziale. La spedizione, sostenuta da una flotta al comando di Nasar, ebbe inizialmente successo nelle operazioni di recupero delle città della Calabria, ma il doppio comando delle forze di terra si rivelò fatale quando Apostippo e Procopio litigarono: durante una battaglia Procopio si trovò in pericolo, ma Apostippo si rifiutò di inviare truppe in suo aiuto, con il risultato che la parte di esercito di Procopio fu sconfitta e lui stesso ucciso. Apostippo  riuscì a ritirarsi con le proprie truppe e con gli uomini superstiti del distaccamento di Procopio e riuscì persino a conquistare l'emirato di Taranto. Tuttavia, quando l'imperatore Basilio I venne a conoscenza degli eventi, licenziò Apostippo e lo condannò agli arresti domiciliari presso Kotyaion.
Poco dopo, però, due subordinati di Apostippo, il Prōtostratōr Baiano e il koubikoularios Camareto, scrissero all'imperatore accusando Apostippo di aver pianificato la morte di Procopio fin dall'inizio e di aver complottato contro lo stesso Basilio. I due figli di Apostippo, Bardas e Davide, vennero a conoscenza di queste accuse e uccisero Baianos, dopodiché insieme a Leone cercarono di fuggire nel Califfato abbaside. Furono però intercettati dai manglabiti di Bartzapedon, che uccisero Bardas e Davide quando cercarono di resistere. Leone fu riportato a Costantinopoli, dove gli furono tagliati un occhio e un braccio e fu esiliato a Mesembria.